# Entscheidungsproblem
Entscheidungsproblem (německý výraz pro „rozhodovací problém“) je úloha, kterou poprvé předložil německý matematik David Hilbert roku 1928. Ptá se, existuje-li postup (algoritmus), který by uměl rozhodnout, jestli je dané matematické tvrzení v daném formálním jazyce pravdivé nebo nepravdivé.
Alonzo Church (1936) a Alan Turing (1937) nezávisle na sobě dokázali, že takový algoritmus neexistuje.